# Joan Camater
Joan Camater (en llatí: Joannes Camaterus, en grec medieval Ἰωάννης Καματηρός) va ser patriarca de Constantinoble de l'any 1198 al 1206.
Formava part de la família Camater, de la que n'era membre Eufrosina Ducena Camaterina, esposa de l'emperador Aleix III Àngel. Era una persona culta que va ocupar diversos càrrecs, entre ells el de cartofílac abans de ser nomenat patriarca. Després de la deposició d'Aleix II Àngel el juliol de 1203, va conservar el càrrec, però segons fonts occidentals tant ell com l'emperador Aleix IV Àngel (1203-1204), amenaçats per la Quarta Croada, van reconèixer l'autoritat del papa per damunt de la del patriarca de Constantinoble. Quan la Quarta Croada va conquerir Constantinoble va fugir cap a la ciutat de Demòtica. L'any 1206 Teodor I Làscaris li va demanar que anés a Nicea on havia establert l'Imperi de Nicea, però no hi va anar, segurament perquè ja era molt gran. Va morir l'abril o el maig d'aquell any.
Va escriure algunes poesies en versos iàmbics entre els quals en destaca un dirigit a l'emperador Manuel II Comnè titulat περὶ ζωδιακοῦ κύκλου καὶ τῶν ἂλλων ἁπάντων τῶν ἐν οὐρανὧ ('Sobre el zodíac i altres respostes des del cel').